# 鷲宮神社
鷲宮神社（わしのみやじんじゃ）は、埼玉県久喜市鷲宮一丁目に所在する神社。「関東最古の大社」、「お酉様の本社」と称する。天穂日命とその子の武夷鳥命、および大己貴命を祭神とする。
なお、本記事で取り上げる本社の鷲宮神社だけでなく、旧太田荘周辺には数多くの同名の分社が存在し、久喜市内にも下早見に2社、後述する八甫に1社鎮座している。
国名を冠し「武蔵国鷲宮神社」と呼称することがある。

## 概要

### 由緒

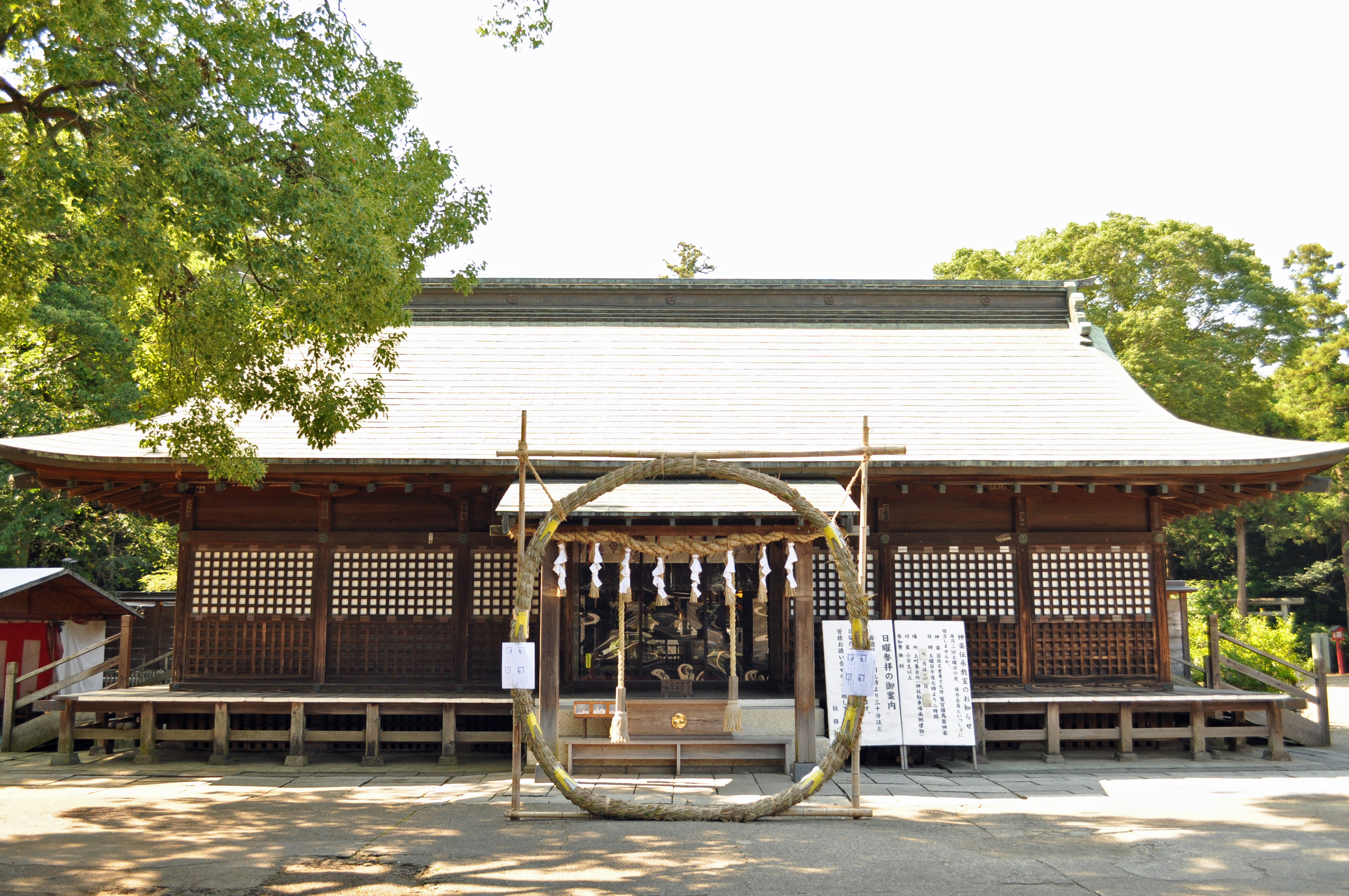
拝殿

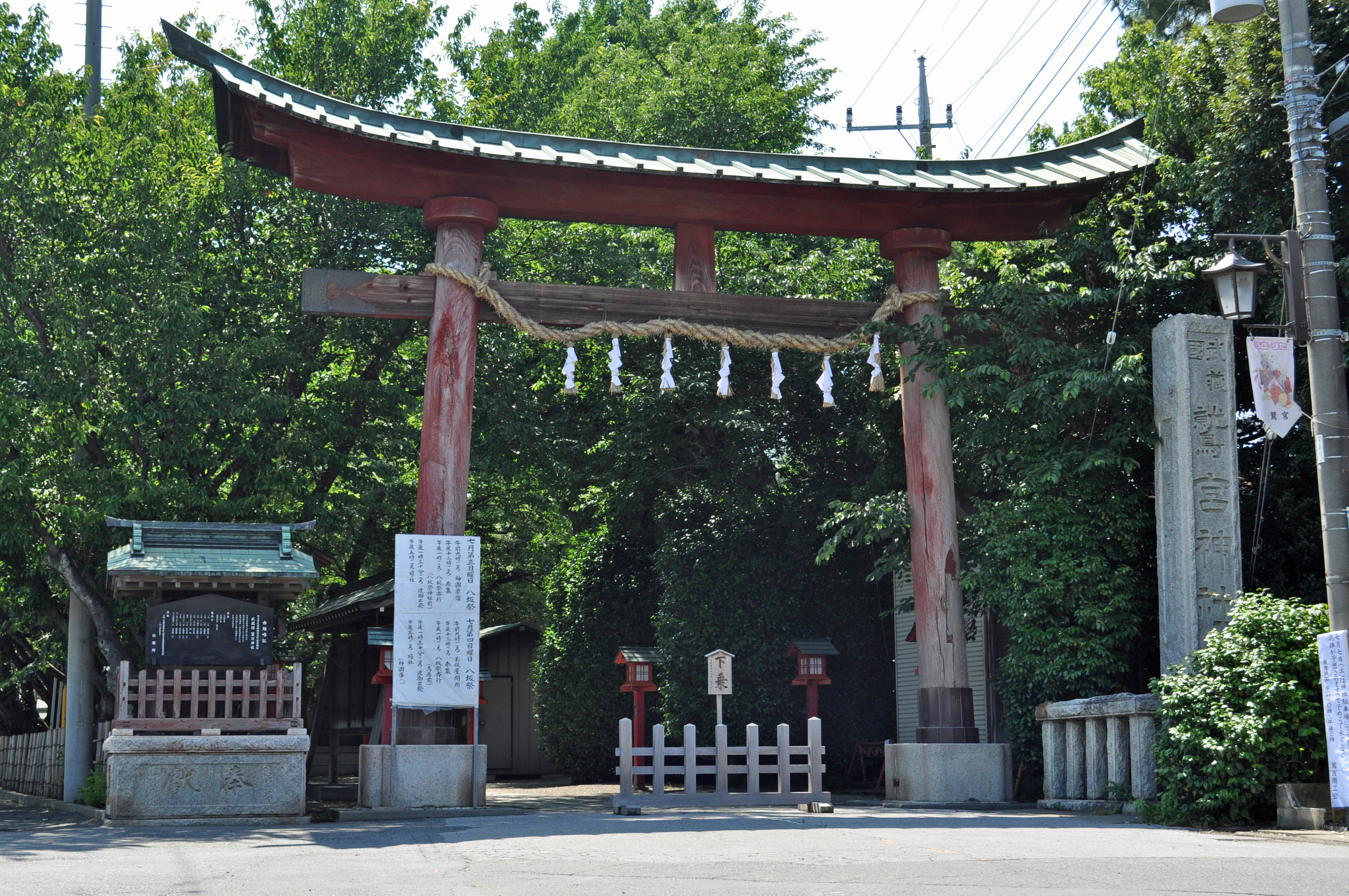
旧大鳥居

社伝によれば、出雲族の草創に係わる関東最古の大社とされ、かつては「鷲宮大明神」、「浮島大明神」、「大酉元祖」とも称された。
神代の昔、天穂日命と御子神の武夷鳥命が東国を経営するため、お供の昌彦・昌武の父子と出雲族27人の部族と共に当地に到着し、地元の部族と共に当地の鎮守として大己貴命を祀ったのに始まると伝える。これが、現在の別宮である神崎神社であった。その後、日本武尊が東国平定の際に当地を訪れて戦勝祈願を行い、別宮を建てて天穂日命と武夷鳥命を祀ったという。この別宮が現在の本殿である鷲宮神社とされる。
ただし、これらのことは『延喜式神名帳』や『国史』に記載がない。

### 異説
別名を土師の宮（はにしのみや）とも言われ、一説には崇神天皇の時代に河内国から東国へ移住した土師氏が下総国浅草から古利根川を上って当地に移住した際に先祖を祀ったのが起源ではないかと言われている。そして、「はにしのみや」がいつしか訛り、現在の「わしのみや」になったとされる。後述する神楽は、伝承に基づいて「土師」の名称を用いている。
また14世紀ごろに成立した『神道集』によれば、伊予国一宮の大山祇神社の三嶋大明神と摂社の鷲大明神が東征し、三島大明神は伊豆国一宮の三嶋大社に、鷲大明神は武蔵国太田庄の鷲宮神社に移り住んだとされる。
江戸時代初期に当地を訪れた林羅山や、自身を「室八島」と称する大神神社の当時の調べでは、「室八島惣社大明神」とも称されていた。

### 歴史
鷲宮神社は「関東最古の大社」を名乗っているものの、歴史資料に現れるのは『吾妻鏡』の建長3年（1251年）の記載が最初であり、この主張は根拠を欠いている。「関東最古」と称するようになった時期は不明だが、吉田神道により、遅くとも享保18年（1733年）に完成した『神名帳考証』までには延喜式内社・前玉神社論社に比定され、後に鷲宮神社もそれを受け入れている。明治以降、「前玉神社の論社」とは名乗らなくなったが、「関東最古」はそのまま残った。なお、発掘調査によって縄文時代の遺跡（鷲宮堀内遺跡）が見つかっており、古くから住民がいたことはわかっている。
中世以降には本社周辺の地域が将軍領・太田荘となり、総社・総鎮守として扱われたことから関東の総社・関東鎮護の神社として東国の武家の崇敬を受けた。建長3年（1251年）、北条時頼が当社に奉幣祈願したことが『吾妻鏡』にあり鎌倉幕府の祈願所として扱われていたほか、藤原秀郷・新田義貞・古河公方・関東管領の歴代上杉氏、後北条氏などが幣帛の奉納、神領の寄進、社殿の造営などを行っている。鎌倉時代から室町時代までは太田荘の総社であったため藤原秀郷流太田氏が収め、南北朝時代頃からは下総国守護の小山氏が管理しており、裏手には栗原城という城郭が存在した。応安5年（1372年）には小山義政が社殿を再興している。また、太田荘内、中川（古利根川）沿いには多数の分祀が生まれた。
天正19年（1591年）、徳川家康が社領400石を寄進し、歴代の将軍も朱印状を発行して社領を安堵した（朱印地）。小山氏が滅んだあと、戦国時代ごろから宮司職は明暦3年（1657年）の『鷲宮神社縁起棟札』によれば祭神の良岑安世の子孫とされる大内氏に代わり、江戸時代初期から明治時代初期までも引き続き、神社所領は大内氏が治めた（所領約1000石）。江戸時代初期、徳川家光が日光東照宮を参拝した際、利根川渡河の警備に参加した大内氏は利根川に落水した家光を助けた。この功により、本来ならば領地を加増されるところであったが、関ヶ原から間もない時期でその余裕もなかったためか、その代わりに江戸城内での1万石の格式を与えられた。そのため、江戸城への登城時は大名が通される部屋に通されたほか、大内氏の用人は江戸城内では「家老」待遇となったと伝えられる。
供僧としては、新義真言宗豊山派の大乗院・万善寺・福伝坊・実相院・宝珠院が存在し、その中でも大乗院が僧頭（別当寺）の地位にあった。鷲宮神社の宮司である大内氏は、神祇管領長上の吉田家と関係を持ったことで江戸時代中期から唯一神道（吉田神道）を推進し、別当大乗院を一度は破却するなど、たびたび論争がおこった。大乗院はその後復興され、江戸時代末期までは別当寺の地位を保った。
明治元年（1868年）、明治新政府により、准勅祭社（東京十二社）の1社に指定された。明治初頭の寺院整理神社統合により、別当大乗院は廃止された。准勅祭社は制度自体がすぐに廃止されるが、その後、社格は県社となり、近隣の九柱を合祀した。戦後は別表神社となっている。

## 祭神
現代では主祭神を以下の3柱、合祀祭神を以下の9柱としている。
- 主祭神三柱
  - 鷲宮神社本殿
    - 天穂日命（アメノホヒノミコト）
    - 武夷鳥命（タケヒナトリノミコト）

  - 神崎神社本殿
    - 大己貴命（オホナムヂノミコト）
- 合祀祭神九柱
  - 建御名方神（タケミナカタノカミ）
  - 伊邪那美神（イザナミノカミ）
  - 大山祇神（オホヤマヅミノカミ）
  - 宇迦之御魂神（ウガノミタマノカミ）
  - 大山咋神（オホヤマグヒノカミ）
  - 天照大神（アマテラスオホミカミ）
  - 迦具土神（カグヅチノカミ）
  - 素戔嗚尊（スサノオノミコト）
  - 菅原道真（スガワラノミチザネ）

### 過去の祭神
鷲宮神社本殿（鷲大明神、鷲宮大明神）は、過去には以下のような祭神であったとされる。
- 鷲大明神（大山祇神社摂社） - 『神道集』（14世紀頃）
- 有間皇子、良岑安世、室八島神（富士山神と同体） 、釈迦（本地仏）- 『林羅山詩集』巻六（承応2年〈1653年〉に当地を訪問）
- 室八島神（日光山神、宇都宮神、富士山神と同体） - 大神神社『室八嶋諸書類調控帳』（寛文9年（1669年））
- 天穂日命、釈迦（本地仏） - 『供僧頭大乗院縁起棟札』（元禄4年〈1691年〉）
- 天穂日命、天夷鳥命（相殿） - 『鷲宮神社縁起棟札』（宝永4年〈1707年〉）
  - これ以降の縁起では、現代と同様に天穂日命・武夷鳥命（天夷鳥命）の2柱となる。

神崎神社本殿（神崎大明神）は、過去には以下のような祭神であったとされる。
- 本社荒魂 - 『鷲宮神社縁起棟札』（宝永4年〈1707年〉）
- 天穂日命荒魂 - 『武蔵志』（享和2年（1802年）までに完成）、『新編武蔵風土記稿』[17]（埼玉郡の調査は文政3年〈1820年〉）
- 天穂日命、大己貴命 - 『武蔵国造太田庄鷲宮大明神并私家之由緒書下書』（文政9年〈1826年〉頃）、『鷲宮旧正録』（天保年間）
  - この時期より、式内社・前玉神社2座を名乗り、本宮（神崎神社本殿）にこれまで通りの天穂日命と前玉神社の大己貴命を、日本武尊により建てられた新宮（鷲宮神社本殿）に天穂日命を祭ると称するようになる。両宮に天穂日命が祀られているのは、大己貴命が三輪山にとどまっており、本宮が空いていたためとされる。
- 大国主命 - 『鷲宮迦美保賀比』（天保14年〈1843年〉）
  - これ以降の縁起では、現代と同様に大己貴命（大国主命）の1柱となる。

## 文化財
鷲宮神社には以下の8件の文化財が指定されている。埼玉県選定重要遺跡一覧も参照。

### 重要文化財（国指定）
太刀 銘備中国住人吉次
永和2年（1376年）に小山義政が奉納したもので、佩表に「武州太田庄鷲山大明神」、佩裏に「永和2年卯月十九日 義政」と寄進銘が、茎（なかご）には「備中国住人吉次」の銘が切られている。原品は東京国立博物館に寄託されており、レプリカが久喜市立郷土資料館で展示されている。

### 重要無形民俗文化財（国指定）
鷲宮催馬楽神楽
鷲宮神社で奉演される「鷲宮催馬楽神楽」（正式名称：土師一流催馬楽神楽）は、関東神楽の源流とされている。この神楽の始行年代は明らかではないが、鎌倉時代の史書である『吾妻鑑』に、建長3年（1251年）4月に鷲宮神社で神楽が行われたことが書かれている。しかし、これが現在の鷲宮催馬楽神楽と同一のものかは明らかにされていない。江戸時代の享保以前には三十六座の曲目があったが、それを時の大宮司であった藤原国久によって、現在の十二座の曲目に再編成されたとされる。実際は、十二座の曲目以外に、外一座と番外一座、それに端神楽も演じられる。
この神楽は、一社相伝の社伝神楽で、神楽を奉仕する家柄は代々世襲し、神社より知行として田畑三反歩が与えられていた。しかし、昭和に入ってから、神楽を行う神楽師が減少し始め、昭和20年代に入ると、伝承者が白石国蔵、ただ一人となってしまった。ここで、神楽は消える危機に瀕してしまったが、1955年（昭和30年）7月31日に神楽の笛の音がNHKラジオの全国放送で流れたのを機に、町内の若者十数人が集まって「鷲宮神社神楽復興会」が組織され、白石の指導により神楽が伝承され、消滅の危機を何とか乗り越えた。この「鷲宮神社神楽復興会」は、「鷲宮催馬楽神楽保存会」と名を変え、今でも伝承活動を行っている。
1970年（昭和45年）には、無形文化財の保護対象として記録作成などの国庫補助が行われることが決定。民俗芸能に関する国庫補助は、他の33件とともに全国初。
神楽は下記にある鷲宮神社の6つの祭りの他、八甫地区の鷲宮社で4月15日に奉納されるため、年に7回行われる。
神楽に関する展示は久喜市立郷土資料館で行われている。

### 県指定有形文化財
- 銅製双鶴蓬莱文鏡[注釈 3][23]
- 銅製蓬莱文鏡[注釈 3][24]
- 銅製桐文方鏡 付沈金彫桐文筥[25]
- 銅製御正体[26]
- 鷲宮神社文書 付棟札一枚 文書三点[27]

### 県指定史跡
- 寛保治水碑

## 祭事など

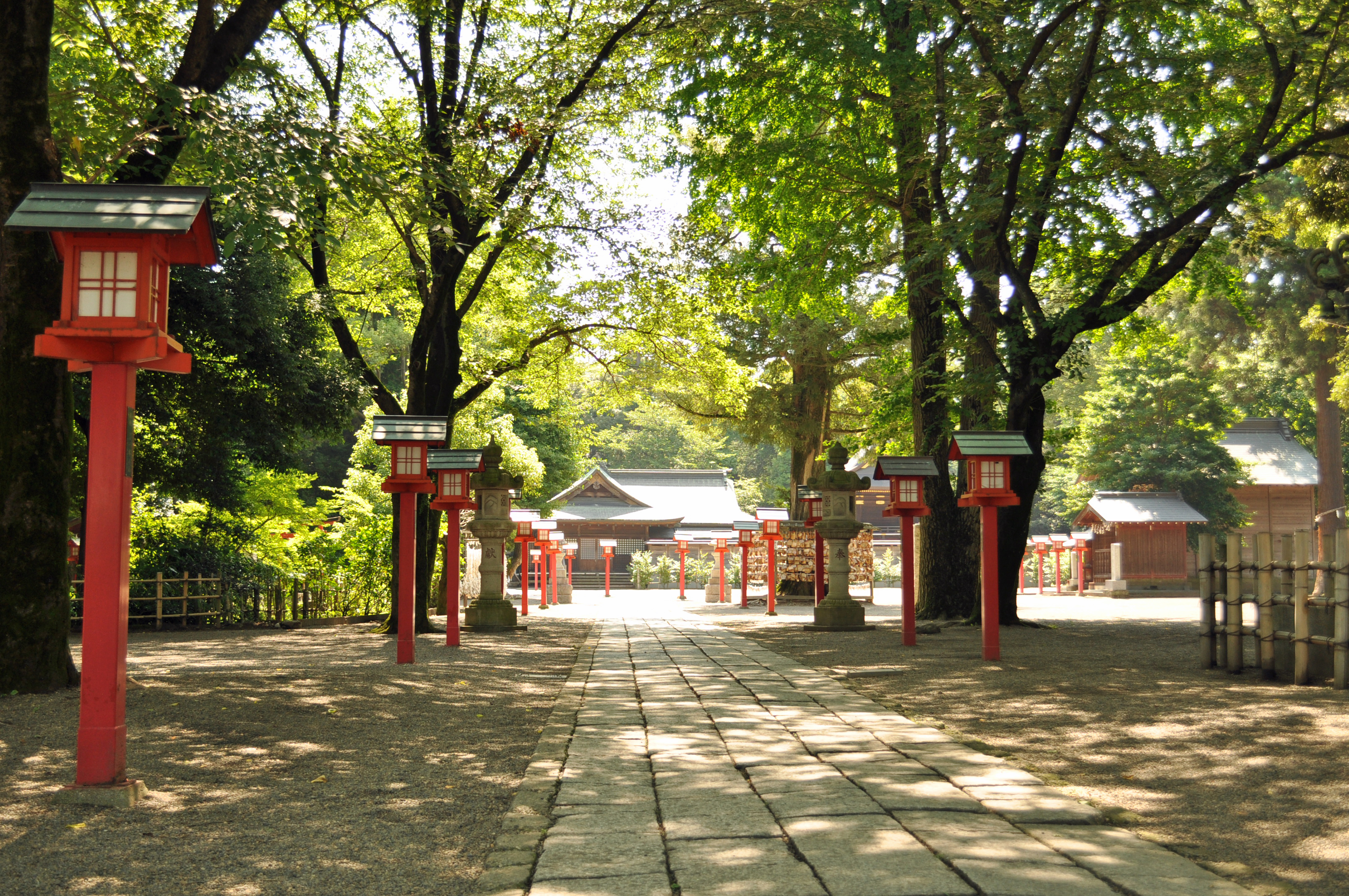
境内の様子
2012年7月4日撮影

### 神社の神事
以下の祭事のうち、（※）が付けられた6つの祭りでは、上記の神楽が奉納される。
歳旦祭（1月1日）（※）
年越し、初詣の祭典である。
元始祭（1月3日）
皇位の元始を祝ぐ儀式である。
紀元祭（2月11日）
神武天皇の即位日をもって日本の建国を祝う祭典である。
年越祭（2月14日）（※）
「年越大祓祭」とも。旧暦の大晦日の大祓に由来する儀式であるが、鷲宮神社においてはいわゆる節分に当たる祭典でもある。
祈年祭（2月20日）
一年の五穀豊穣などを祈る祭祀である。
例祭（3月28日）
祭神に最も由緒のある日で、厳かに祭典が行われる。
春季祭（4月10日）（※）
正しくは「春季崇敬者大祭」。稲の豊作祈願と、崇敬者の家内安全を祈る祭典である。
夏越祭（7月31日）（※）
「夏越大祓祭」とも呼ばれる、旧暦の六月祓に由来する儀式。「鷲のなこし」または「輪くぐり」とも呼ばれ、形代を加須市川口の古利根川（現在の河川名は中川であるが、かつてこの地域では古利根川と呼ばれていた）に流し無病息災を祈る。鷲宮神社の祭事の中で唯一、神社の外で行われるもので、中川沿いに鎮座する洗磯神社との合同で行われている。鷲宮神社の境内中の参道には「諏訪大明神」と書かれた提灯が飾られた仮の神門（鳥居）が作られる。また鷲宮神社から洗磯神社までは赤い糸が引かれ、提灯が飾られるのは、以前は行列に洗磯神社の方で夕食を振舞った後に帰還していたためである。現在は鷲宮神社の社務所で夕食を振舞っている。
秋季祭（10月10日）（※）
正しくは「秋季崇敬者大祭」。五穀豊穰を感謝し崇敬者の家内安全、身上安全を祈る祭典である。
新嘗祭（11月26日）
五穀の収穫を祝う祭祀である。
大酉祭（12月初酉の日）（※）
いわゆる「酉の市」で、福をかき取る縁起物が社頭に並び、商売繁晶を願う人々が集う祭典である。浅草の鷲神社より歴史が古く、鷲神社の酉の市はこちらを参考として発展させたものと当地域には伝えられている。2018年（平成30年）より限定御朱印が授与されるようになった。
月次祭（毎月1日）
その月初めの祭礼。2018年（平成30年）4月1日より限定御朱印が授与されるようになった。

### 地域の祭事
以下は地域住民が主催しており、神社の神事では無いため、鷲宮神社はほとんどかかわっていない。
八坂祭（7月の第3日曜日および7月第4日曜日）
江戸時代後期から行われている祭事。「天王様」とも呼ばれ、疾病や自然災害が起こりやすい夏を迎えるにあたり、厄病神とされる素戔嗚尊（本来は牛頭天王）を沈めるための祭である。他の南埼玉郡や北葛飾郡の八坂祭（天王様）と同様に提灯がたくさん付けられた「提灯山車」が練り歩く盛大な祭である。
後述する「千貫神輿」は1913年（大正2年）以降、神輿車に載せられた状態で渡御が行われる。千貫神輿以外には、上町・仲町・本町・旭町の四ヶ町と、新町の計5つの山車が渡御する。
2018年（平成30年）の百六十九年祭以降、主催する鷲宮八坂祭典委員会の好意により、最終日に後述する「らき☆すた神輿」が登場している。
土師祭（9月第1日曜日）
1983年（昭和58年）より2017年（平成29年）まで行われていた、後述する「千貫神輿」（せんがんみこし）を担ぎ練り歩くための祭事で、毎年数万人以上の観光客が訪れる。
また、2008年（平成20年）の第二十六回土師祭より、後述する「らき☆すた神輿」が登場し、千貫神輿と共に渡御が行われていた。2017年（平成29年）の第三十五回土師祭ではらき☆すた神輿10周年渡御が行われた。
2018年（平成30年）の第三十六回土師祭は、主催する土師祭輿會の会長の逝去に伴い中止となった。2019年（令和元年）以降も後継者の不在・関係各所とのやり取りの都合上中断したままである。

### 神輿
千貫神輿
千貫神輿は寛政年間（1789年から1791年）に作られたもので、台座が縦横共に約1.4メートル、重さが約3トンあり、県内では最大級のものとされる。普段は八坂神社後ろの神輿殿に納められている。
かつては毎年夏祭り（八坂祭）初日の7月13日に渡御していたが、1回に180人、交代要員を入れて300人以上の担ぎ手が必要であったため、1913年（大正2年）には神輿車に乗せて引くようになった。
しかし1982年（昭和57年）、この神輿を再び人の手で担ぎたいという地元有志により土師祭輿會が結成され、1983年（昭和58年）に「土師祭」が初開催され、70年ぶりに担いでの渡御が復活した。以降、八坂祭では従来通りに神輿車に乗せて引いての渡御が、土師祭では担いで渡御が行われるようになっていた。
2018年（平成30年）以降は土師祭の中止により、35年を経て再び担いでの渡御は行われなくなった。
らき☆すた神輿
前述する土師祭輿會会長を初めとするファン有志による企画で、2008年（平成20年）の第二十六回土師祭に土師祭輿會と鷲宮町商工会が協力して作成した、漫画『らき☆すた』のキャラクターを使用した「らき☆すた神輿」が登場、上部は1段であった。当初は1年限りの予定だったが、翌年は上部が2段に改修されて渡御が行われた。さらに2010年（平成22年）の第二十八回土師祭以後は土師祭輿會から独立した「らき☆すた神輿準備会」が結成されて、毎年渡御が行われている。
普段は鳥居付近の「八坂神輿殿」に納められている。2013年（平成25年）までは鷲宮駅の構内に展示されていたが、同年7月12日に突風で神輿が損壊したために、この年の第三十一回土師祭の後より神社側の好意で神輿殿に収められる事になった。
2010年（平成22年）6月12日から15日には、上海万博の「CoFesta」にて渡御が行われた。
2018年（平成30年）は土師祭の中止決定により、7月22日の八坂祭（百六十九年祭）最終日に渡御が行われた。2019年（令和元年）以降も八坂祭に登場している。

## 境内
鷲宮神社の参道は社殿から東側に伸びており、そのまま鷲宮商店街につながっている。商店街をまっすぐ行くと上記の重要文化財が展示されている久喜市立郷土資料館に到着する。

### 社殿と境内社
鷲宮神社本殿2社と、それ以外に祀られている境内神社10社を挙げる。
鷲宮神社社殿（本殿・拝殿）
主祭神の天穂日命と武夷鳥命、合祀祭神九柱を祀る。本殿は鷲宮神社本殿と後述する神崎神社本殿の2つがあり、拝殿は鷲宮神社本殿の前にある。江戸時代までは東面していたが、現在は南面しているため、参道からは右に曲がって参拝することになる。西側（左側）には祈祷者待機所があり、御祈祷の際にはこちらから昇殿する。夏には拝殿前に茅の輪が作られる。
神崎神社（かんざきじんじゃ）本殿
主祭神の大己貴命を祀る。鷲宮神社の2つある本殿のうち、西側（左側）に鎮座する別宮のことである。拝殿や鳥居はない。
姫宮神社（ひめみやじんじゃ）
活玉依姫命（イクタマヨリヒメノミコト）を祀る。祭典は4月9日。神楽殿および力石の右隣り（西側）に鎮座している。朱塗りの大きな社殿で、社号碑あり。
八幡神社（はちまんじんじゃ）
応神天皇（オウジンテンノウ）を祀る。祭典は9月15日。拝殿や姫宮神社の西側に鎮座し、専用の鳥居と参道がある。朱塗りの大きな社殿で、社号碑あり。
鹿島神社（かしまじんじゃ）
武甕槌神（タケミカヅチノカミ）を祀る。祭典は9月1日。八幡神社の北側に「鹿島神社・神明神社参道」と書かれた石碑がある参道の入口に鳥居があり、そこをくぐってすぐに鎮座している。朱塗りの大きな社殿で、社号碑あり。
稲荷社（いなりしゃ）
倉稲魂命（ウカノミタマノカミ）を祀る。祭典は2月初午。「鹿島神社・神明神社参道」の、鹿島神社のすぐ西隣に鎮座している。小さな社殿で社号碑や鳥居はない。
周りには御嶽大神・三笠山大神・八海山大神、正一位稲荷大明神、辯才天、三寶荒神などの祠がある。
神明神社（しんめいじんじゃ）
天照大神（アマテラススメオオミカミ）を祀る。祭典は10月17日。「鹿島神社・神明神社参道」の北西の最も奥に鎮座している。朱塗りの大きな社殿で、社号碑あり。
粟島神社（あわしまじんじゃ）
後述する15柱の神様を祀る。祭典は9月28日。本殿裏、「鹿島神社・神明神社参道」の東に鎮座している。朱塗りの大きな社殿で、社号碑あり。
社号額には「衢神社」、「武内神社」、「粟神社」、「稲荷神社」、「浅間神社」、「竃殿神社」、「胸肩神社」、「軍神社」、「御室神社」、「日枝神社」の10社の名前が書かれており、合祀されていることがわかる。
祭神は授田毘古神（サルタヒコノカミ）、武内宿禰（タケノウチノスクネ）、天太玉命（アメノフトタマノミコト）、豊宇気毘売神（トヨウケヒメノカミ）・大年神（オホトシノカミ）、木花開耶姫命（コノハナノサクヤヒメノミコト）、奥津日子命（オキツヒコノミコト）・奥津比売命（オキツヒメノミコト）・軻遇突智命（カグツチノミコト）、湍津姫命（タギツヒメノミコト）・市杵島姫命（イチキシマヒメノミコト）・田心姫命（タゴリヒメノミコト）、八千矛神（ヤチホコノカミ）、大山咋神（オオヤマクイノカミ）、大己貴命（オホナムヂノミコト）の15柱である。
諏訪神社（すわじんじゃ）
建御名方神（タケミナカタノカミ）を祀る。祭典は4月15日。本殿裏、粟島神社の東に鎮座している。社殿はなく、「諏訪大神」と書かれた大きな石碑が祀られている。鳥居あり。
八坂神社（やさかじんじゃ）
素戔嗚尊（スサノオノミコト）を祀る。祭典は7月15日。千貫御輿の神輿庫のすぐ右隣り（東側）に鎮座している。大きな社殿で、社号碑あり。
さらに右隣りにはかつて八坂祭で使用された神輿が収められる「八坂神輿殿」があり、こちらも社号碑と同様の碑がある。
鷲宮神社の鳥居の近くにはもう一つ、シャッターのある「八坂神輿殿」があり、こちらも社号碑と同様の碑がある。「らき☆すた神輿」はこちらに収められている。
久伊豆神社（ひさいずじんじゃ）
大己貴命（オオナムヂノミコト）を祀る。祭典は4月19日。光天之池鳥居の向かい側に鎮座する。大きな社殿で、社号碑あり。
御池社（みいけしゃ）
彌都波能賣神、湍津姫命・市杵島姫命・田心姫命を祀る。祭典は7月29日。後述する光天之池の奥に鎮座しており、近づくことはできない。小さな社殿で、社号碑などはない。その代わり、光天之池に他の境内社の社号碑と同様の碑と、朱塗りの鳥居があり、その位置から参拝する。
そのほか、使用されているのかどうか不明だが、姫宮神社と八幡神社の間に祭神不明の朱塗りの社殿があるほか、鳥居の右側にも祭神不明の大きな祠がある。

### その他
一の社号碑
鷲宮駅入口交差点から鷲宮神社入口へ向かう途中にある碑。明治時代から大正時代まではこのあたり、あるいは鷲宮駅入口交差点のあたりの位置に一の鳥居が存在した。
鳥居、二の社号碑
入口にある大鳥居。古くから存在するが、明治時代から大正時代の間は二の鳥居であった。
1897年（明治30年）に建造された木製鳥居は2018年（平成30年）8月11日に倒壊し、車1台が巻き込まれて破損したが、幸いにも負傷者は出なかった。老朽化により木製の柱の内部が腐食していたことが原因と見られる。歴史ある鳥居の倒壊という事もあり詳しい原因や責任の所在などは関係各所が調査するも、詳しい内容等は不明である。2021年（令和3年）、耐候性鋼板製にて大鳥居を再建して、12月3日の大酉祭より一般参拝者の通行が開始された。
北側斜め前には飲食店「大酉茶屋」と絵馬石碑の「らき☆すた石絵馬」が存在するが、ここは明治まで別当寺大乗院が存在していた場所である。
神楽殿
拝殿の向かい側に存在しており、上記の神楽が奉納される。
力石
神楽殿と姫宮神社の間に存在する。
鳥小屋
お酉様であることから、鶏が飼われている小屋。一時期は孔雀も飼育されていた。戦前は境内で放し飼いにされていたという。
神輿庫
八坂祭、土師祭で使用する「千貫御輿」が収められている巨大な神輿庫。八坂神社の後ろにある。他に、小さな「八坂神輿殿」が2つある。
絵馬掛け所
樹下にある6面の絵馬掛け所である。2012年（平成24年）正月以降、3面はおみくじ結び所に変更されている。
鷲宮堀内遺跡碑
縄文時代の遺跡が発見されたことを記念する石碑。
光天之池（みひかりのいけ）
鷲宮神社境内に所在し、「龍神様が住んでいる」という伝承を持つ御神池である。
古くから所在していたこの池は、経年とともに次第に土砂が水面に流れ込み、長らく地中に埋もれていた。しかし、1999年（平成11年）から境内整備事業の一環としてこの場を含む境内地にて復元作業および土砂の搬出が行われたほか、湧き水とともに龍のような霧が噴出して上空を覆ったという逸話から光天之池と名付けられた。他の境内社の社号碑と同様である名前の碑と朱塗りの鳥居が存在しており、奥には前述の御池社が鎮座している。

## 関連寺社
御霊社
住所：埼玉県久喜市鷲宮一丁目1番24号
いわゆる祖霊社で、鷲宮神社の神主家の男子や氏子などが眠る墓地である。宗教法人ではない。
霊樹寺
住所：埼玉県久喜市鷲宮三丁目6番1号
曹洞宗寺院。鷲宮神社の神主家の女子が眠る墓地である。また、別当寺である大乗院が廃止されたため、ご本尊などはこちらに移された。
洗磯神社
住所：埼玉県加須市川口一丁目19番1号
夏越祭が行われる中川沿いに鎮座する神社で、夏越祭はこちらとの合同で行われる。宗教法人ではない。
鷲宮社（八甫鷲宮神社）
住所：埼玉県久喜市八甫四丁目
鷲宮神社の分祀の1つ。鷲神社とも。旧八甫村鎮守。神楽殿があり、鷲宮神社本社以外で唯一、上記の神楽が奉納される神社である。

## 交通
- 東武伊勢崎線鷲宮駅徒歩7分[42]
- JR宇都宮線（東北本線）東鷲宮駅徒歩35分
- 朝日自動車（路線バス） 東鷲宮駅西口 - 鷲宮駅東口 - 豊野コミュニティセンター行き「鷲宮神社入口」下車 徒歩2分（データイムは1時間に2便程度である）[42]

なお、駐車場もあるが、駐車可能台数が20台程度と少なく、祭事のときは混雑する。また、正月三が日や土師祭の際には周辺道路に交通規制がかかり、駐車場への進入はできない。路線バスもこの交通規制のため、通常ルートと異なり臨時迂回ルートを通り、臨時バス停も鷲宮神社から外れた場所に置かれる。